# 발트 작전
발트 작전 또는 리투아니아-라트비아 방어 작전(러시아어: Прибалтийская стратегическая оборонительная операция)은 1941년 6월 22일부터 7월 9일까지 나치 독일과 소비에트 연방이 리투아니아, 라트비아, 에스토니아 지역에서 벌인 광대한 전투들을 포괄하는 작전이다.

## 세부 작전
이 작전은 다음과 같은 작전들로 나뉘어 있었다.
국경 방어 전투 (1941년 6월 22일 ~ 24일)
알리투스 전투
라세이니아이 전투
리가 전투
시아우라리 반격 작전 (1941년 6월 24일 ~ 27일)
항코 방어전 (1941년 6월 22일 ~ 12월 2일)

## 결과
소련군은 패배했고 후퇴해야만 했다. 소련 공식 역사에 따르면, 다음 작전으로는 레닌그라드 전략 방어 작전(1941년 7월 10일 ~ 9월 30일)으로 나르바-노브고로드 선을 따라 안정된 방어선을 형성하고자 한다.